# Malo jezero (Mljet)
Malo jezero se nalazi na otoku Mljetu, sjeverozapadno od Velikog jezera i s njime je spojen kanalom dugim 30 metara i dubokim do 0,5 metara, kroz koji također, ovisno o plimi i oseki, teče jaka morska struja. Kanal se nalazi na mjestu koje se zove Mali most. Površina jezera iznosi 0,25 km2, a najveća mu je dubina 29 metara. More se u Malom jezeru slabo izmjenjuje pa ono ima svojstvo lagune.
Veliko i Malo jezero su prirodni fenomen nacionalnog parka Mljet te ujedno i najposjećenije mjesto na Mljetu.